# Avril 1900

## Événements

### 1eravril 1900
- Autriche-Hongrie, politique : création, en Bohême, du parti populaire tchèque, sous la présidence de Tomáš Masaryk, en vue d'obtenir l'égalité de droits entre populations tchèque et allemande.
- Techniques, sciences et Télécommunications : entrée en service du réseau téléphonique reliant les grandes villes de France et de Suisse.
- France : réforme de la police. Les forces de l'ordre seront désormais autorisées à porter un revolver.

### 3 avril 1900
- Techniques et sciences, mathématiques : mort, à Paris, de Joseph Bertrand, mathématicien français, né à Paris, en 1822. Spécialiste de physique mathématique, il est l'auteur du Traité de calcul différentiel et intégral.

### 4 avril 1900
- Belgique, Royaume-Uni, politique: Attentat contre le prince de Galles[1] :
  - Un attentat dirigé contre le prince de Galles (le futur Édouard VII) a produit à Bruxelles une immense et bien légitime émotion.
  - Le prince était arrivé de Calais, et, en attendant le rapide pour Cologne, se promenait sur un quai de la gare du Nord avec un aide de camp. Au moment où le prince montait dans la berline, un jeune belge de quinze ans, Jean-Baptiste Sipido, fendit la foule des curieux et tira deux coups de révolver. L'agresseur fut rapidement maîtrisé.
  - Le prince n'a paru nullement ému de l'incident ; il a fait signe qu'il n'avait rien et a demandé si le revolver était chargé. Sur la réponse affirmative, il a prié, en souriant, qu'on ne soit pas trop sévère pour le coupable.

• Afrique du Sud, guerre: victoire des Boers à Mostertshoek.

### 5 avril 1900
- Belgique, économie : d'importantes subventions sont consacrées au développement économique du Congo belge.

### 6 avril 1900
- États-Unis, politique : la Chambre des représentants autorise l'accroissement des forces navales.

### 7 avril 1900
- culture et communication, littérature : Joris-Karl Huysmans est élu président de l'Académie Goncourt où entrent également Élémir Bourges, Léon Daudet et Lucien Descaves.

### 8 avril 1900
- culture et communication, musique : première audition, à Bucarest, de la Fantaisie pour piano et orchestre de Georges Enesco, par Theodore Fuchs au piano, sous la direction du compositeur.

### 9 avril 1900
- Afrique du Sud et Grande-Bretagne, politique : les Boers remportent la bataille de Kroonstad.
- culture et communication :
  - comédie musicale : première à Broadway de The Vice-Roy de Victor Herbert, livret de Harry B. Smith, avec Henry Clay Barnabee, Henry Miller et Helen Bertram.
  - théâtre : première au Herald Square, à New York, de Quo vadis ? de Henryk Sienkiewicz.

### 10 avril 1900
- culture et communication, opéra : la soprano écossaise Mary Garden fait ses débuts à l'Opéra-Comique de Paris, où elle remplace Marthe Rioton dans Louise de Gustave Charpentier, opéra créé le 2 février.

### 12 avril 1900
- France, économie : le Parlement vote la loi de finances. L'article 33 introduit le régime de l'autonomie financière pour les colonies.
- États-Unis, politique : adoption, par le Congrès, du Foraker Act, sur le statut de Porto Rico qui met fin au régime militaire. Le président des États-Unis nomme un gouverneur et un conseil exécutif. Une chambre basse, composée de trente-cinq membres, est créée.

### 14 avril 1900
- Inauguration de l'exposition universelle[1] : 
  - Deux beaux discours, unanimement applaudis, qui sont, en quelque sorte, le prologue officiel de l'exposition de 1900 et qui forment la synthèse éloquente des efforts de la France entière depuis dix ans, ont été prononcés par le président de la République Émile Loubet et le ministre du Commerce, inaugurant cette grandiose Fête de la Paix dont rien n'a troublé une seule minute le triomphant épanouissement et qu'un temps superbe a favorisée jusqu'au dernier moment. Dès 13 heures, les 13 000 invités commencent à envahir la salle des Fêtes de 90 mètres de diamètre, dont l'acoustique est remarquable.
  - La traversée du Champ-de-Mars : promenade très simple, mais très émouvante aussi, que celle d'Émile Loubet dont le cortège visite l'exposition hongroise, les palais de l'Électricité, des Fils et Tissus, du Génie civil, des Lettres, des Sciences et des Arts. Émile Loubet passe ensuite, à travers le Champ-de-Mars, sous la tour Eiffel resplendissante, de là il gagne la Seine.
  - Une fête de la lumière : l'illumination totale du Trocadero représentait 70 000 becs de gaz. Puis ce sont les pavillons de la guerre, du Mexique, de la Suède, de Monaco, de l'Allemagne, de la Norvège, de la Belgique, d'où tombent les ovations unanimes aux cris de Vive Loubet. En sortant du pont Alexandre-III, on peut contempler le Grand Palais et le palais des beaux-arts. « L'ensemble de l'exposition est fort avancé; jamais inauguration n'a été plus près de la fin absolue de tous les travaux et dans quinze jours tout sera achevé. La vérité est là. »
  - culture et communication, mode : Jeanne Paquin est chargée d'organiser la section Mode de l'Exposition universelle.

### 15 avril 1900
- Côte-de-l'Or, politique : les chefs achantis exigent le retour de Prempeh (exilé aux Seychelles), la suppression du travail conscrit et l'expulsion de tous les étrangers de Kumasi.
- France, Roumanie, culture et communication :
  - musique : première audition à Bucarest de la Pastorale-fantaisie de Georges Enesco, sous la direction du compositeur.
  - poésie / presse : parution, dans la Revue de Paris, d'un poème d'Anna de Noailles, Bittô.
- France, Exposition universelle: ouverture de l'Exposition universelle de Paris au public.
- France, Etats-Unis, techniques et sciences :
  - cinéma : la Biograph rachète les brevets Edison pour 500 000 dollars.
  - cinéma : au programme de l'Exposition universelle : le Cinéorama de Raoul Grimoin-Sanson, projection circulaire d'images (à 360°) prises au cours d'un voyage en ballon (le spectacle est interdit après trois représentations en raison des dangers d'incendie), le Cinématographe géant de Louis Lumière dans la galerie des Machines, avec un écran de 25 x 15 mètres, le Phonorama de Berthon, Dussaud et Jaubert avec des scènes parlées et chantées, le Phono-Ciné-Théâtre de Clément Maurice et Henri Lioret (scènes parlées avec de grands comédiens de l'époque) et le Télégraphone du Danois Valdemar Poulsen utilisant le fil d'acier pour l'enregistrement magnétique et la reproduction des sons.
  - Edition / presse : lors de l'Exposition universelle, cinq linotypes, fabriquées par la société Linotype française, créée en 1899, réalisent l'édition quotidienne du New York Times. Cette machine à composer mécanique produisant des lignes justifiées fondues constitue un grand progrès technique et économique; elle sera rapidement commercialisée.
- Sport, cyclisme : la cinquième édition de la classique Paris-Roubaix est remportée par le Français Émile Bouhours, les 262 km en 7 h 10 min 30 s, qui devance le vainqueur de la première édition en 1896, l'Allemand Josef Fischer, et le Français Maurice Garin. Celui-ci, qui avait remporté l'épreuve en 1897 et 1898, effectue les six tours de la piste de Roubaix à pied, tenant son vélo à la main, pour protester contre les organisateurs.

### 17 avril 1900
- Chine, politique : le gouvernement impérial refuse de se plier aux exigences présentées par les puissances étrangères à la suite de la révolte des Boxers.
- culture et communication, littérature : après un voyage en Inde, Pierre Loti arrive à Bandar-Bouchir, sur le golfe Persique, avant d'entreprendre un nouveau voyage en Perse qu'il racontera dans Vers Ispahan.

### 19 avril 1900
- culture et communication :
  - peinture, sculpture : mort, à Paris, de Alexandre Falguière, sculpteur et peintre français, né à Toulouse, le 7 septembre 1831. Représentant de l'école réaliste, il laisse notamment un Thésée enfant qui marqua ses débuts, le Vainqueur au combat de coqs qui lui valut sa première récompense au Salon de Paris, une Danseuse égyptienne, la Femme au paon et de nombreux monuments.
  - théâtre : première au Wyndham's Theatre, à Londres, de Cyrano de Bergerac d'Edmond Rostand.

### 21 avril 1900
- Tchad, politique : les colonnes expéditionnaires d'Emile Gentil (en provenance de l'Oubangui), de Fernand Foureau (en provenance d'Algérie) ainsi que celle conduite par les lieutenants Joalland et Meynier (en provenance d'Afrique centrale), regroupées sous l'autorité du commandant François Lamy, font leur jonction sur la rive du Chari à Kousséri.
- Culture et communication, théâtre : première au Deutsches Theater, à Berlin, des Revenants de Henrik Ibsen, mise en scène d'Otto Brahm avec Max Reinhardt.
- Royaume-Uni, football : Bury FC gagne la FA Cup face à Southampton FC en finale (4-0). Southampton FC est le premier club de la Southern League à disputer la finale de la Cup.

### 22 avril 1900
- Tchad, politique : les forces françaises lancent l'offensive contre le camp retranché du chef musulman Rabah, maître du Sahara central. Rabah et le commandant Lamy sont tués au combat. La victoire de Kousséri marque l'étape centrale de la colonisation du Tchad et de l'Oubangui-Chari. Elle permet à la France de joindre ses possessions d'Afrique de l'Ouest et celles d'Afrique équatoriale.
- sport :
  - rugby à XV : à Lyon, au terme d'une rencontre interrégionale, le Racing club de France, champion de Paris, bat le Football Club de Lyon, champion du Sud-Est, par 30 points à 6 (8 essais, 3 transformations contre 2 essais).
  - rugby à XV : à Levallois, dans la banlieue parisienne, en finale du Championnat de France, le Racing club de France bat, par 37 points à 3, le Stade Bordelais UC, privé de ses meilleurs éléments qui n'ont pas effectué le déplacement.
- 22 avril : Genoa est sacré champion d’Italie de football.

### 25 avril 1900
- Côte-de-l'Or, politique : les Achantis assiègent le fort britannique de Kumasi.
- France, social: grève des blanchisseuses à Boulogne-Billancourt.
- Techniques et sciences, exploration : l'explorateur italien Umberto Cagni, membre de l'expédition arctique du duc des Abruzzes, atteint la latitude 86° 34', au nord de l'archipel François-Joseph, établissant ainsi un nouveau record.

### 26 avril 1900
- Canada : les deux tiers de Hull (Québec), est détruit par un incendie majeur.

### 29 avril 1900
- Une passerelle s'écroule : 9 morts[1].
  - Dans l'après-midi, aux portes de l'Exposition universelle, s'est produit un accident lamentable : une passerelle en construction, destinée à relier, par-dessus l'avenue de Suffren, l'exposition à l'attraction du Grand Globe céleste[2], édifié de l'autre côté de l'avenue, s'est effondrée sous son propre poids, causant la mort de neuf personnes. Un entrepreneur, qui n'avait pas été chargé des travaux, a déclaré :« Le ciment armé, matériau dont se composait le tablier de la passerelle, a été inventé en Autriche. On n'a pas tardé à l'employer en Belgique. Il y a un an et demi environ qu'il a été importé en France. J'estime qu'on ne sait pas encore s'en servir convenablement. ». Cet accident a amené le gouvernement de l'époque à juger utile de s'intéresser à ce nouveau matériau et à essayer d'en définir les règles d'usage. À cet effet, la Commission du ciment armé, est créée par l'arrêté ministériel du 19 décembre 1900.
- culture et communication, opéra : création, à Copenhague, de l'opéra le Sang du Viking de Peter Erasmus Lange-Müller.

### 30 avril 1900
- Culture et communication :
  - cinéma : la société Pathé Frères, fondée en avril 1896, porte son capital à 2 millions de francs.
  - littérature : l'écrivain et diplomate Paul Claudel rencontre pour la première fois, à Paris, l'écrivain André Gide et le poète Francis Jammes avec lesquels il a déjà correspondu.
  - littérature: décès à Paris, 8e arrondissement, de l’écrivain, historien et collecteur des Contes de Gascogne, Jean-François Bladé, né en 1827.
  - littérature / presse : Marcel Proust, qui travaille depuis 1899 sur la traduction et le commentaire de la Bible d'Amiens de Ruskin, publie, dans le Mercure de France, un article sur Ruskin à Notre-Dame d'Amiens.
- Techniques et sciences, physique : le physicien français Paul Villard donne, à Paris, une conférence dans laquelle il décrit un type de radiation plus pénétrante que les rayons X et qu'il baptise rayons gamma, poursuivant ainsi la classification du physicien anglais Ernest Rutherford (rayons alpha et bêta).

## Naissances
- 3 avril: Camille Chamoun, homme politique libanais († 7 août 1987).

- 5 avril : Spencer Tracy, acteur américain († 10 juin 1967).
- 10 avril :
  - Arnold Orville Beckman, inventeur du pH mètre († 18 mai 2004).
  - Jean Duvieusart, homme politique belge († 11 octobre 1977).
- 19 avril: Roland Michener, Gouverneur-Général du Canada († 6 août 1991).
- 20 avril : Fred Raymond, auteur d'opérettes autrichien (†10 janvier 1954).
- 23 avril : Henry Barraud, compositeur français († 28 décembre 1997).
- 25 avril : Sir Gladwyn Jebb, diplomate britannique, premier Secrétaire général de l'ONU par intérim († 24 octobre 1996).
- 26 avril : Charles Francis Richter, sismologue américain († 30 septembre 1985)
- 28 avril : 
  - Jan Oort, astronome néerlandais († 5 novembre 1992).
  - Maurice Thorez, homme politique français († 11 juillet 1964).

- 29 avril : Concha de Albornoz, intellectuelle féministe républicaine espagnole exilée à la suite de la guerre d'Espagne  († 29 février 1972).
- 30 avril : David Manners, acteur († 23 décembre 1998).

## Décès
- 3 avril : Joseph Bertrand, mathématicien français (° 11 mars 1822).
- 5 avril : Georges de Villebois-Mareuil, militaire français (° 22 mars 1847).
- 7 avril : Ángel Pastor, matador espagnol (° 15 juin 1850).
- 10 avril : Henri Arondel, peintre français (° 13 juin 1827).
- 12 avril : Paul Joseph Corta, peintre français (° 6 février 1837).
- 19 avril : Alexandre Falguière, sculpteur français (° 7 septembre 1831).
- 21 avril : Alphonse Milne-Edwards, zoologiste français (° 13 octobre 1835).
- 22 avril:
  - François Lamy, officier et explorateur français, tué à la bataille de Kousseri (° 7 février 1858).
  - Rabah, seigneur de guerre soudanais et marchand d'esclaves, tué à la bataille de Kousseri (° vers 1842).

Notes et références
1. 1 2 3  article, citation ou abrégé d'article paru dans le Figaro - archives du Figaro
2. ↑  Les yeux d'Argus, « Le Globe céleste de l’Exposition universelle de 1900 », sur lesyeuxdargus.wordpress.com (consulté le 2 février 2016).